# Bartolomeo Guidiccioni
Bartolomeo Guidiccioni (Lucca, 1470 – Roma, 4 novembre 1549) è stato un cardinale e vescovo cattolico italiano.

## Biografia
Nacque a Lucca nel 1470.
Papa Paolo III lo elevò al rango di cardinale nel concistoro del 19 dicembre 1539.
Il 4 luglio 1542 Paolo III affiancò a Gian Pietro Carafa, il futuro papa Paolo IV, una commissione di cardinali per coordinare l'attività dell'inquisizione: Bartolomeo Guidiccioni è allineato agli intransigenti con Carafa, Pier Paolo Parisio e Dionisio Laurerio; completano la commissione i due concilianti Giovanni Morone e Tommaso Badia.
È uno dei personaggi ritratti unitamente al papa nell'affresco della parete della sala dei Cento giorni, dipinta nel 1546 da Giorgio Vasari, dove è raffigurata la Cancelleria apostolica.
Morì il 4 novembre 1549 all'età di 80 anni.

## Genealogia episcopale
La genealogia episcopale è:
- Vescovo Andrea Novelli
- Cardinale Giovanni Stefano Ferrero
- Cardinale Bonifacio Ferrero
- Cardinale Rodolfo Pio
- Cardinale Bartolomeo Guidiccioni